# Nonnesploitation
La « nonnesploitation » (de l’anglais nunsploitation, mot-valise formé de nun – sœur ou nonne – et exploitation) est un sous-genre du cinéma d’exploitation, ayant connu son zénith au Japon et dans l'Europe des années 1970. Le film typique de cette catégorie implique habituellement le personnage de la sœur chrétienne, résidente du couvent médiéval. Le conflit principal de l'histoire est normalement de nature religieuse ou sexuelle ; la répression religieuse et sexuelle, conséquence du célibat, est un thème récurrent.
L’Inquisition, dans une interprétation plus ou moins fantasmée, constitue aussi un thème important de ce sous-genre, dont les exemples (qui sont souvent catégorisés selon l'étiquette plus générale du film d'exploitation) adoptent souvent le cadre de l'analyse historique et sociologique féministe : ses personnages se retrouvent souvent à exprimer un rejet de la subordination du rôle de la femme.
Dans ce contexte, la religion, en particulier l’Église catholique romaine, est dans la ligne de mire de ce cinéma critique. On note par ailleurs l'importance du cinéma de nonnesploitation dans les pays à forte tradition catholique, où l’institution ecclésiastique est solidement établie, comme l'Italie ou l'Espagne. Mais cette détermination culturelle n'est pas une règle absolue : de nombreux réalisateurs japonais (tels que Teruo Ishii, Masaru Konuma, Kōyū Ohara ou encore Norifumi Suzuki) réalisèrent des « nonnesploitation » au sein des studios Nikkatsu durant les années 1970 (période du roman porno), où l'influence chrétienne y est très marginale et méconnue.

## Titres
Parmi les titres emblématiques de cette sous-catégorie du cinéma d'exploitation :
- 1922 : La Sorcellerie à travers les âges (Häxan) de Benjamin Christensen
- 1969 : La religieuse de Monza de Eriprando Visconti
- 1971 : The Devils de Ken Russell, d’après le livre d’Aldous Huxley The Devils of Loudun
- 1973 : Les Religieuses du Saint-Archange (Le monache di Sant'Arcangelo) de Domenico Paolella
- 1973 : Lettres d'amour d'une nonne portugaise de Jesús Franco
- 1973 : Les Démons de Jesús Franco
- 1974 : Flavia la défroquée de Gianfranco Mingozzi
- 1974 : Le Couvent de la bête sacrée (聖獣学園, Seijū gakuen) de Norifumi Suzuki
- 1974 : Le scomunicate di San Valentino de Sergio Grieco
- 1976 : 修道女ルナの告白 (Shudojo Runa no kokuhaku) de Masaru Konuma
- 1978 : Suor Omicida d’Alberto Berruti
- 1978 : 修道女ルシア　辱＜けが＞す (Shudojo Lucia: Kegasu) de Kōyū Ohara
- 1999 : Sacred Flesh de Nigel Wingrove (en)
- 2005 : La Nonne (La Monja) de Luis De La Madrid
- 2010 : Nude Nuns with Big Guns de Joseph Guzman
- 2021 : Benedetta de Paul Verhoeven